# Рокклифф-парк

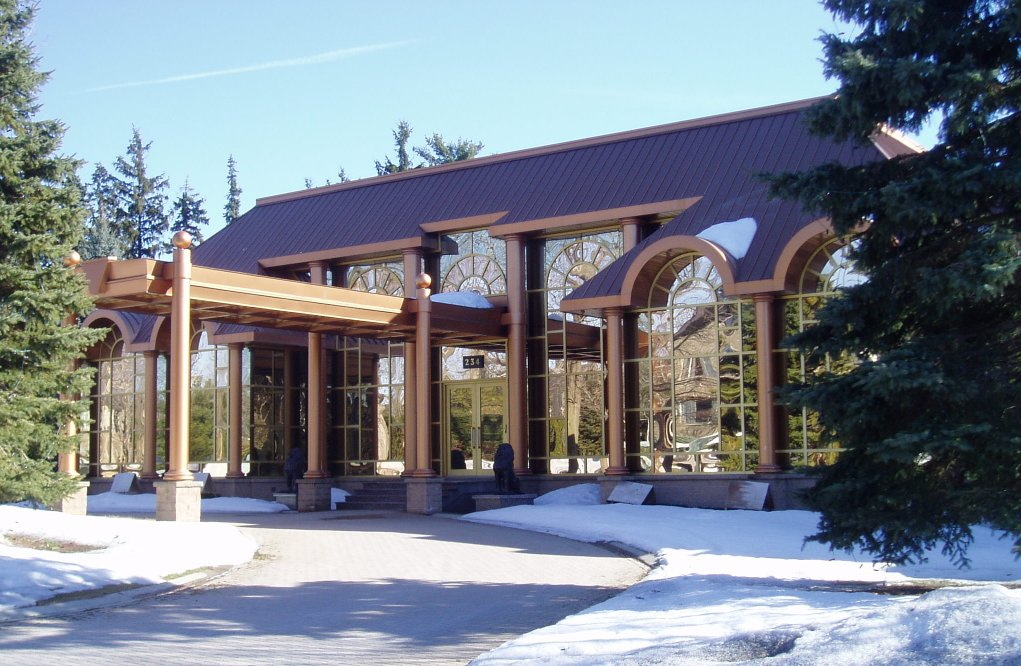
Дом Каупленда в Роклифф-парке

Рокклифф-парк, англ. Rockcliffe Park — один из наиболее фешенебельных районов г. Оттава и в целом в Канаде. В период с 1926 по 2001 г. был самостоятельным посёлком, но затем был включён в состав города. Согласно переписи 2006 г. в нём проживало 1927 жителей.

## Расположение
Рокклифф-парк, длительное время существовавший как отдельный от Оттавы населённый пункт, значительно отличается от прочих районов города по своему ландшафту. В Рокклифф-парке очень мало пешеходных дорожек, кроме того, район неудобен для сквозного проезда автомашин. Большая часть Рокклифф-парка покрыта лесом, дома удалены друг от друга и расположены на крупных земельных участках.
Рокклифф-парк расположен вдоль южного берега реки Оттава. Он включает озёра Маккей и Сэнд-Питс, а также игровое поле и сад камней Рокериз. К югу от Роклифф-парка расположен район Ванье, а к востоку — учебный аэропорт Роклифф и Канадский музей авиации и космоса.
Достопримечательностью района является пруд с очень небольшим пляжем и чистой водой; для посетителей он открыт строго с 7:30 до 14:00, за чем следят сотрудники городской службы и местные жители.
Согласно переписи 2006 г., в Роклифф-парке проживало 1927 человек. Средний доход на взрослого члена семьи составлял 119377 долларов в год (в среднем по Оттаве — 53250 в год).
В районе проживали многие известные личности Канады. Здесь находится Сторноуэй — резиденция Лидера оппозиции Канады, здесь проживают послы многих стран мира, магнаты высокотехнологичной промышленности.
В Роклифф-парке расположены две крупных частных школы: Элмвуд и Эшбери-колледж, а также филиал Оттавской публичной библиотеки.